# انتفاضة حماة (1925)
كانت انتفاضة حماة 1925 واحدة من الأحداث الرئيسية في الثورة السورية الكبرى، وقد انطوى على هجوم الثوار بقيادة فوزي المجاهد ضد المنشآت الأمنية الفرنسية في حماة، وقد شهدت الانتفاضة تعاطفاً شعبياً عاماً مع الثوار. تبع الهجوم قصف فرنسي على المدينة وإرسال تعزيزات أمنية، وبدأ القتال بالاندلاع في 4 أكتوبر 1925، وأسفرت المفاوضات بين وفد من الأسر الرائدة بحماة والسلطات الفرنسية عن انسحاب الثوار في 5 أكتوبر.